# Asociación Olímpica de Guyana
La Asociación Olímpica de Guyana es la Asociación que representa a los atletas guyaneses en el Comité Olímpico Internacional (COI).
creada en 1935 y reconocida por el Comité Olímpico Internacional en 1948.

## Comité Ejecutivo
- Presidente: Mr. Kalam Azad Juman-Yassin
- Vicepresidente: Mr. Hector Edwards